# Alex Cox
Alexander B. H. Cox, más conocido como Alex Cox (Bebington, 15 de diciembre de 1954), es un director, guionista y actor británico. Es considerado un director de culto, y conocido principalmente por sus films Repo Man y Sid & Nancy. Su nombre está muy relacionado con el cine independiente y la música y la estética punk de grupos como The Clash, Sex Pistols y The Pogues.
A partir de 2012, Cox ha enseñado escritura de guiones y producción cinematográfica en la Universidad de Colorado en Boulder.

## Biografía
Su amor por el cine comenzó de niño, cuando vio en la televisión la película Trono de sangre, de Akira Kurosawa. Estudió cine en Inglaterra un año, y luego estuvo tres años en la UCLA de Los Ángeles. Sus primeras dos películas, Repo Man (1984) y Sid & Nancy (1986), estaban fuertemente influenciadas por el movimiento estético proveniente del punk, y a su vez influenciaron fuertemente el futuro de la cultura en la que estaban basados.
Luego de estos trabajos, Cox rodó en el sur de España Straight to Hell (1987), un spaghetti western independiente protagonizado por Joe Strummer y un elenco que completaban músicos como Elvis Costello, Courtney Love, Grace Jones y los actores/directores Dennis Hopper y Jim Jarmusch.
La ruptura definitiva de Cox con los estudios de Hollywood llegaría con Walker (1987), su film más abiertamente político, rodado en colaboración con el gobierno Sandinista de Nicaragua. Protagonizado por Ed Harris, Walker es la historia de William Walker, un militar y mercenario estadounidense que llegó a Nicaragua a mediados del siglo XIX con la intención de convertirse en gobernante del país centroamericano. "Quería hacer una película en Nicaragua con el apoyo del gobierno y la gente de Nicaragua. Había guerra en el país y eso no era justo", afirmó al respecto Cox. Profundizando sobre su relación con la película y el país, dijo al respecto: "Quería filmar en Nicaragua porque estaba muy entusiasmado con la revolución sandinista. Era importante que el costo del filme, que fue de 5 millones de dólares, quedara en manos del gobierno de Nicaragua. El dinero le fue muy útil durante la guerra. La filmación también era una excusa para invitar a periodistas extranjeros a ir a Nicaragua y poder mostrarles los cambios que se estaba llevando a cabo, para combatir la mala prensa que tenía el sandinismo en Europa y en los Estados Unidos".
A partir de Walker, Cox se alejó de los estudios grandes de Hollywood, simultáneamente estrechando su relación con América Latina. En 1991 filmó en México Highway Patrolman (“El patrullero”), con actores como Bruno Bichir y Roberto Sosa. En 1992 dirigió Death and the Compass, una coproducción entre México, Estados Unidos y Japón, basada en la famosa historia fantástica-detectivesca La muerte y la brújula, del escritor argentino Jorge Luis Borges. Ese mismo año trabajó como actor a las órdenes del director mexicano Arturo Ripstein en La reina de la noche.
Cox está casado con Tod Davies, quien escribió y produjo la película de Cox Three Businessmen, y también produjo otro film de Cox, Revengers Tragedy.

## Curiosidades
- Fanático de la música punk, una de sus bandas favoritas es The Clash.
- En muchas de las películas que participa como actor, en su mayoría mexicanas o relacionadas con este país, interpreta frecuentemente el papel de gringo.
- Entre sus influencias cita a directores de la talla de Luis Buñuel y Akira Kurosawa. Su compañía productora se llama "El ángel exterminador", en homenaje a la película homónima de Luis Buñuel.
- Aparece en el documental sobre la vida y obra de Stanley Kubrick titulado A Life in Pictures.

## Filmografía selecta

### Como director
- Straight to Hell Returns (2010)
- Repo Chick (2009)
- The Searchers 2.0 (2007)
- Revengers Tragedy (2002)
- Three Businessmen (1998)
- Death and the Compass (1996)
- El ganador (título original: The Winner, 1996)
- El Patrullero (1992)
- Walker (1987)
- Straight to Hell (1987), ambientada en el Viejo Oeste estadounidense, en realidad fue rodada en Almería (España), e inspiró el famoso tema Fiesta, de The Pogues. Entre sus intérpretes se encuentran Courtney Love, Dennis Hopper, Grace Jones y el director de cine Jim Jarmusch. La banda The Pogues aparece como un grupo de mexicanos.
- Sid and Nancy/Sid & Nancy - Love Kills (Sid y Nancy - el amor mata, 1986), película biográfica sobre la vida de Sid Vicious y su relación con Nancy Spungen.
- Repo Man (Repo Man: el recuperador, 1984), filme de culto inspirado en (e influencia posterior de) la filosofía y la "estética punk".
- Sleep Is for Sissies (1980)

#### Documentales
- Emmanuelle: A Hard Look (2000)
- Kurosawa: The Last Emperor (1999)

### Como actor
- Los crímenes de Oxford (2007)
- Un mundo maravilloso (2006)
- Rosario Tijeras (2005)
- In His Life: The John Lennon Story (2000)
- La ley de Herodes (1999)
- Todo el poder (1999)
- Perdita Durango (1997)
- Catchfire (1990)
- Sid and Nancy/Sid & Nancy - Love Kills (1986)

### Como guionista
- 27: El club de los malditos (2018)
- Miedo y asco en Las Vegas/Pánico y locura en Las Vegas (título original: Fear and Loathing in Las Vegas, 1998)
- Straight to Hell (1987)
- Sid and Nancy/Sid & Nancy - Love Kills (1986)
- Repo Man (1984)